# Dziurawiec (nazwisko)
Dziurawiec – polskie nazwisko. Na początku lat 90. XX wieku ogółem w Polsce mieszkało ponad 400 osób o tym nazwisku.
Osoby noszące to nazwisko:
- Andrzej Dziurawiec – polski scenarzysta filmowy, pisarz.